# Beautiful Liar
"Beautiful Liar" é uma canção gravada pela artista musical estadunidense Beyoncé, com a participação da artista musical Shakira. Foi escrito por Beyoncé, Amanda Ghost, Ian Dench e os membros da Stargate, Mikkel S. Eriksen e Tor Erik Hermansen, e produzido por Stargate e Beyoncé para o relançamento do segundo álbum solo de Beyoncé, B'Day (2006). A mixagem da música foi feita por Gustavo Celis. "Beautiful Liar" foi lançado em 14 de março de 2007 pela Columbia Records como o primeiro single da edição de luxo do álbum. Uma versão mista espanhola e inglesa da música foi produzida e intitulada "Bello Embustero".
"Beautiful Liar" é uma música de mid-tempo; musicalmente, é uma mistura dos estilos latinos e do Oriente Médio de Shakira com os estilos hip hop e R&B de Beyoncé. Seu tema é o empoderamento feminino; duas mulheres protagonistas cantam sobre ser enganadas pelo mesmo homem, mas em vez de lutar por ele, ambas as mulheres concordam ele não vale a pena, descartando-o. A música foi bem recebida pelos críticos de música, que elogiaram em sua maioria a colaboração de Beyoncé e Shakira. "Beautiful Liar" foi nomeado a Melhor Colaboração Pop com Vocais no 50º Grammy Awards e a versão em espanhol foi nomeada para Gravação do Ano no Latin Grammy Awards de 2007. Ganhou um Ivor Novello Awards para Canção Britânica mais vendida em 2008 .
"Beautiful Liar" foi comercialmente bem sucedido. Ele atingiu o número três na parada da Billboard Hot 100 dos EUA e experimentou o maior movimento ascendente nesse gráfico até 2008. A música atingiu o primeiro lugar em muitos países europeus, incluindo França, Alemanha, Hungria, Irlanda, Itália, Holanda, Nova Zelândia, Suíça e Reino Unido. O seu videoclipe de acompanhamento foi dirigido por Jake Nava, incorpora movimentos de dança do ventre. "Beautiful Liar" ganhou o prêmio de Earthshattering Collaboration no MTV Video Music Award de 2007. Em 2008, a música também foi indicada ao MTV Asia Awards na categoria de Melhor Parceira. A música foi incluída na set list por Beyoncé durante a sua turnê mundial The Beyoncé Experience world tour.

## Concepção e gravação
"Beautiful Liar" foi escrito por Mikkel S. Eriksen, Tor Erik Hermansen, Amanda Ghost, Ian Dench e Beyoncé. Foi produzido por Eriksen e Hermansen usando seu nome artístico, StarGate e Beyoncé. Eriksen disse ao Sound on Sound: "Esta música é muito simples. Na maior parte do tempo, temos mais acordes em uma música, porque achamos difícil escrever uma ótima música em apenas um acorde. Mas se você fizer isso, você pode ter mais trabalho e essa música é um exemplo". A faixa já havia sido escrita em 2006. Eriksen e Hermansen deram a ideia a seu empresário, Tyran Smith, que disse que seria perfeito se essa música virasse um dueto entre Shakira e Beyoncé. Eriksen e Hermansen consideraram isso impossível, no entanto, Smith estava entusiasmado a essa ideia. Como eles não tinham melodia lírica ou superior, vários escritores tentaram terminar a música. As três primeiras tentativas não foram satisfatórias, e Smith colocou Eriksen e Hermansen para trabalhar em conjunto com Ghost e Dench, que escreveu uma parte significativa das letras e da melodia.
"Beautiful Liar" inicialmente tinha um título espanhol e letras diferentes. Hermansen a intitulou quando ouviu a linha "belo mentiroso" em um dos versos. Quando a produção da música estava quase concluída, foi apresentada a Beyoncé, que a aprovou. Ela adicionou algumas linhas para as letras e gravou uma versão solo alguns meses antes do lançamento da edição deluxe de B'Day (2006). Beyoncé confirmou que iria realizar um dueto com Shakira em uma entrevista para a Univision em dezembro de 2006. Em outra entrevista para a MTV News, Beyoncé disse que conheceu Shakira várias vezes em vários shows e premiações e elas falaram sobre planos para colaborar juntas em uma música, pois ambas são fãs uma da outra e respeitam o trabalho uma da outra. Beyoncé disse que estava muito feliz por poder trabalhar juntas depois de esperar por anos.
Quando Beyoncé a convidou para gravar uma música para a re-lançamento do segundo álbum do estúdio de Beyoncé, B'Day, Shakira estava viajando e conseqüentemente, teve dificuldades para combinar seu cronograma com o de Beyoncé. Alguns meses depois, Shakira concordou em cantar na faixa. Ao gravar seus vocais, os compositores e produtores adicionaram as cordas étnicas e as percussões. Beyoncé e Shakira gravaram seus vocais em diferentes estúdios; "Beautiful Liar" foi gravado na Sony Music Studios e Battery Studios em Nova York, La Marimonda em Nassau, Bahamas, The Hit Factory em Miami, Flórida e Futura Productions em Boston, Massachusetts.

## Composição
"Beautiful Liar" é uma música contemporânea de R&B e pop, que está descrita na nota de G Phrygian dominante, e está no tempo comum a um ritmo de 96 batimentos por minuto. A faixa vocal de Beyoncé abrange de G3 a B♭5. Anna Pickard do The Guardian, encontrou elementos de música latina e de bounce music. A música se abre com os vocais de Shakira acompanhados por uma tubulação, típica do Oriente Médio, mais tarde unida por uma arranjo de saxofone com sabor mariachi. Os gemidos podem ser ouvidos no fundo que complementam a melodia. Os nomes das duas cantoras são então ouvidos: "Bee on say, be-on-SAY! Sha kee ra, Sha-ki-RA". Os versos são cantados em um arranjo mid-tempo, strutting, hip-thruster, acentuado por rápidos, palmas de mão de estilo flamenco e toques de guitarra. A música também possui instrumentos persas, como, oud e ney.
Liricamente, "Beautiful Liar" fala sobre duas mulheres que escolheram não acabar com uma amizade por causa de um homem que as traiu. Seu tema é de independência feminina. Beyoncé disse à MTV News que "Beautiful Liar" é sobre o empoderamento feminino, de acordo com o tema do álbum: "É sobre um cara que está nos traindo e, em vez de nos discutirmos pelo cara, nós dizemos: 'Esquece ele e vamos continuar amigas. Ele é um belo mentiroso." O refrão apresenta as linhas,"Não matemos o karma, não vamos começar uma briga", com as protagonistas do vitimas de uma traição mutua. Beyoncé e Shakira cantam com staccato, intensa abordagem vocal ao longo da música. Beyoncé canta as linhas "Eu não sabia sobre você então, até que eu vi você com ele novamente" com sinceridade, enquanto Shakira acrescenta mais tarde "Eu entrei em sua cena de amor, dançando lentamente". No final, as protagonistas do femininas concluem: "podemos viver sem ele", referindo-se ao namorado trapaceiro.

## Lançamento
"Beautiful Liar" foi vazado na internet e apareceu como um download não pago no início de fevereiro de 2007. A música foi enviada para estações de rádio nos Estados Unidos em 12 de fevereiro de 2007; foi adicionado ao rhythmic contemporary, rádio de sucessos contemporâneos e listas de reprodução contemporâneas urbanas. "Beautiful Liar" foi lançado como CD Single na Austrália, em 14 de março de 2007 e em 16 de abril de 2007, no Reino Unido, onde foi lançado como download digital dois dias antes. Na Europa, a música foi lançada como um  EP digital em 14 de abril de 2007 e um maxi single em 20 de abril de 2007. "Beautiful Liar" foi mais tarde servido como EP digital no Reino Unido e nos EUA em 20 de maio de 2007. Diferentes versões da música foram produzidas; O artista de reggaeton porto-riquenho Don Omar, gravou versos para um dos remixes da música, porém não foi lançado. No Reino Unido, a maioria das estações de rádio, incluindo a Radio 1, reproduziram um remix dance de "Beautiful Liar" dos Freemasons, em vez do remix original. Celis produziu e mixou uma versão em espanhol, intitulada "Bello Embustero", com contribuições líricas adicionais de Rudy Pérez. A versão em espanhol apareceu em alguns lançamentos regionais da edição deluxe de B'Day, no final de maio de 2007.

## Recepção

### Recepção da crítica
Nick Levine da Digital Spy premiou "Beautiful Liar"  com três estrelas de cinco e escreveu que "não é tão ridiculamente exagerado" como as colaborações anteriores de Whitney Houston e Mariah Carey em "When You Believe" (1998) e Barbra Streisand e Celine Dion em "Tell Him" (1997). No entanto, ele acrescentou que "é tão calculado quanto a decisão do modelo da página 3 do aspirante a ter um trabalho", e que um videoclipe acompanhante manterá os fãs felizes. Ben Sisario, do The New York Times, chamou-o de "trilha fumegante". Richard Cromelin, do Los Angeles Times, escreveu que os cantores "se divertem com as grandes novelas de óleos" da música, acrescentando que "Beautiful Liar" tem "ressonância cultural e musical", promovendo a agenda bilingue de Beyoncé". Chris Willman, da Entertainment Weekly, escreveu que a música "é uma pequena decepção, a voz de Shakira é muito parecida com a de Beyoncé, para um tango verdadeiramente complementar". Em 26 de abril de 2011, a revista Gary Trust da Billboard, colocou "Beautiful Liar" na quarta posição em sua lista das 10 colaborações femininas de todos os tempos, chamando-a de "hino feminino de aliança infantil". Erika Ramirez e Jason Lipshutz da mesma publicação classificaram a música no número 22 em sua lista de "Beyonce's 30 Big Billboard Hits". Em 2014, Emily Exton, da VH1, colocou a faixa na sua lista dos melhores duetos de Shakira, chamando-a de "faixa sexy para os homens que conhecemos que não podemos confiar" e elogiando ambas as cantores pelo seu desempenho vocal complementar.
A canção foi indicada para Melhor Colaboração Pop com Vocais no 50º Grammy Awards. Sua versão em espanhol foi nomeada a Gravação do Ano no Latin Grammy Awards. Na Europa, "Beautiful Liar" ganhou um Ivor Novello Awards para Canção britânica mais vendida em 2008. Foi considerado elegível para o prêmio porque os compositores britânicos Amanda Ghost e Ian Dench trabalharam nisso.

### Recepção comercial
Imediatamente após o lançamento, "Beautiful Liar" alcançou o número um na lista de best-sellers do iTunes em março de 2007. A música estreou no número 94 na parada da Billboard Hot 100 dos EUA; A maioria das vendas eram downloads digitais. Na semana seguinte, aumentou 91 posições para o número três, depois que foram vendidas 150 mil cópias de download; Isso estabeleceu um recorde para o maior movimento ascendente da história do gráfico Hot 100, até que foi superado pouco tempo depois pelo single "Womanizer" de Britney Spears, e o single de 2009 de Kelly Clarkson "My Life Would Suck Without You". Na parada US Pop 100, "Beautiful Liar" aumentou do número 77 para o número três. É um dos poucos singles que estreio no número um da parada da Hot Digital Tracks dos EUA e no gráfico da Hot Digital Songs do mesmo país. Em meados de maio, a música alcançou o número um na Hot Singles Sales, tornando-se o quinto single do B'Day, a realizar esse feito. "Beautiful Liar" foi certificado de platina pela Recording Industry Association of America (RIAA) em fevereiro de 2009, pelas mais de um milhão de cópias vendidas. Em março de 2014, vendeu mais de 1.419 mil downloads digitais pagos nos EUA.
Fora dos EUA, "Beautiful Liar" atingiu o número um em 32 países. No Reino Unido, a versão remixada da música com o Freemasons, foi amplamente promovida por estações de rádio, incluindo a BBC Radio 1, onde foi colocado na A-List. Duas semanas antes do lançamento do CD, a música estreou no UK Singles Chart no número 10, com base apenas nas vendas de downloads, que acumulavam 37.500 unidades na primeira semana. Tornou-se a estreia mais alta de Beyoncé e Shakira no UK Singles Chart com base em vendas digitais sozinhas. Após o lançamento físico, "Beautiful Liar" alcançou o número um, tornando-se o terceiro single britânico de Beyoncé e o segundo de Shakira. Permaneceu no número um por três semanas. Em 20 de junho de 2007, a música foi certificada de ouro pela British Phonographic Industry (BPI), denotando vendas de 400 mil exemplares. "Beautiful Liar" foi o 12º single mais vendido no Reino Unido no ano de 2007. Até de setembro de 2014, o single já tinha vendido mais de 430 mil unidades no Reino Unido. Na Austrália, a música atingiu o número cinco, e foi o 51º melhor single do país em 2007. A Australian Recording Industry Association (ARIA) certificou "Beautiful Liar" com platina, pelas vendas de 70.000 cópias, em seu território. Ele estreou no número um no New Zealand Singles Chart, e liderou no Irish Singles Chart.

## Videoclipe

Shakira (esquerda) e Beyoncé (à direita) no videoclipe de "Beautiful Liar".

O videoclipe de "Beautiful Liar" foi dirigido por Jake Nava, que dirigiu vários dos outros clipes de Beyoncé. Foi filmado durante dois dias, durante a produção de duas semanas do álbum de vídeo B'Day Anthology Video Album. Por causa de uma agenda ocupada, a equipe de produção não teve tempo suficiente para montar uma coreografia mais elaborada. os passos de dança foram coreografadas espontaneamente e os ensaios ocorreram em quarenta minutos. Beyoncé aprendeu algumas das coreografias de Shakira, que criou a maioria delas e ensinou a Beyoncé alguns movimentos de dança do ventre. Beyoncé teve a impressão de ter uma sósia, após uma experiência quando viu um menino dançando e pensou que estava se apresentando diante de um espelho, mas percebeu que estava dançando com outra pessoa. O videoclipe estreou no Total Request Live, em 28 de fevereiro de 2007.
A primeira metade do clipe apresenta Beyoncé e Shakira em cenas separadas. Começa com os rostos das cantoras embaçados pela fumaça. À medida que o vídeo progride, elas são apresentadas em vários contextos diferentes, incluindo o amanhecer (Beyoncé) e o crepúsculo (Shakira); folhas sopradas no vento; bambu coberto de orquídeas amarelas; um quarto com iluminação de néon azul e escrita avéstica nas paredes; e um fundo de clima tormentoso. Movimentos de dança lenta e dança do ventre, durante uma quebra após o refrão, são apresentados durante todo o clipe. As cantoras usam penteados parecidos e roupas pretas no encerramento do vídeo.
Alex Denney do Yahoo! Music, escreveu que os movimentos de dança de Beyoncé e Shakira no vídeo eram convincentes e eróticos "sem chegar ao ponto de adesão". Ele acrescentou que o videoclipe "é um verdadeiro deleite para homens e mulheres. O ritmo cativante e sua dança suave e sexy oferece um excelente vídeo divertidíssimo." Nick Levine da Digital Spy elogiou a coreografia "free-ventre-vacilante" no clipe. James Montgomery, da MTV News, observou que o videoclipe "é suficiente para dar-lhe o chicotadas" devido às habilidades de dança de Beyoncé e Shakira. Sal Cinquemani da Slant Magazine, elogiou a cena durante a ponte da música, onde Beyoncé e Shakira "começam a espelhar-se mutuamente". Anna Pickard do The Guardian, elogiou as roupas das cantoras, dizendo que eles combinavam com suas "curvas poderosas", mas criticaram a dança de Beyoncé ao longo do vídeo. Erin Strecker da Billboard, observou como o clipe "nos ensinou tudo o quão perfeitamente sedutores as duas poderiam ser". "Beautiful Liar" foi nomeado para o Vídeo do Ano no Prêmio BET Awards de 2007, mas outro vídeo de Beyoncé, "Irreplaceable" ganhou. No MTV Video Music Awards de 2007, ganhou como Colaboração Earthshattering, uma nova categoria no show de prêmios desse ano. Beyoncé recebeu o prêmio sozinha porque Shakira estava no Canadá durante a cerimônia. Em 2008, "Beautiful Liar" recebeu indicações no MTV Video Music Awards Japan, nas categorias de melhor Video Pop e Colaboração.

## Performances ao vivo
Beyoncé nunca apresentou "Beautiful Liar" junto com Shakira e a última nunca performou a música ao vivo. A primeira e única apresentação televisionada da música de Beyoncé foi durante The Early Show na CBS em 2 de abril de 2007, que foi transmitida quatro dias depois. "Beautiful Liar" foi posteriormente incluído na set list estabelecida por Beyoncé durante sua turnê de 2007,The Beyoncé Experience. Na The Beyoncé Experience, Beyoncé estava vestida com uma roupa de dança do ventre verde e estava na escuridão com gelo seco batendo atrás dela. Um microfone foi então abaixado do teto e quando ela começou a cantar o primeiro verso, a iluminação colorida foi projetada no pano de fundo. Beyoncé então realizou várias coreografias de dança com os quadris. No final da apresentação, pares de dançarinas femininas, vestidas com vestidos roxos, realizaram coreografia espelhada. Beyoncé foi acompanhada por dois bateristas, dois tecladistas, um percussionista, uma dupla com harpas, três vocalistas de respaldo chamados The Mamas e um guitarrista principal, Bibi McGill. Ao longo da performance, Shakira apareceu na tela de vídeo no palco.
Ao analisar a performance de Beyoncé no Madison Square Garden em Manhattan, em 5 de agosto de 2007, Jon Pareles, do The New York Times, escreveu: "Beyoncé não precisa de distrações de seu canto, que pode ser arejado ou agudo, lúgubre ou vicioso, fogo rápido com sílabas de staccato ou sustentadas em melismas curlicidos. Mas ela estava em movimento constante, pavoneando em figurinos." Shaheem Reid da MTV News comparou a performance com Michael Buffer acrescentando ainda que "Beyoncé reconheceu Shakira agitando seus quadris rapidamente". Ao rever o desempenho de Beyoncé da música em Saskatoon em 14 de setembro de 2007, um escritor do The StarPhoenix, observou que foi uma das surpresas musicais durante a noite. Jim Harrington, do San Jose Mercury News, observou que a banda feminina de Beyoncé forneceu "muito golpe" para a apresentação ao vivo da música em Fresno em 28 de agosto de 2007, observando ainda que a cantora parecia um "gatinho sexual ronronando" durante a canção. Em Los Angeles, em 2 de setembro, Beyoncé performou "Beautiful Liar", vestida com uma roupa de dança do ventre verde, com várias dançarinas de apoio femininas e instrumentação ao vivo. "Beautiful Liar" foi incluído no álbum ao vivo de Beyoncé The Beyoncé Experience Live (2007).

## Créditos
Os créditos são retirados do encarte do álbum B'Day.
| - Omar Al-Musfi – percussão árabe - Roberto Almodovar – engenheiro de gravação - Jim Caruana – engenheiro de gravação - Gustavo Celis – engenheiro de gravação - Olgui Chirino – produção vocal - Tom Coyne – masterização - Ian Dench – compositor - Mikkel S. Eriksen – compositor, multi-instrumentista - Amanda Ghost – compositor - Max Gousse – artistas e repertório - Tor Erik Hermansen – compositor, multi-instrumentista - Jean-Marie Horvat – mixagem - Hanna Khoury – violino, viola - Rob Kinelski – engenheiro assistente de gravação | - Beyoncé Knowles – compositor, voz, produção, arranjo, produção vocal - Mathew Knowles – artistas e repertório - Colin Miller – assistente de mixagem - Naser Musa – oud - Rudy Perez – produção vocal - Denaun Porter – programação - Boujemaa Razgui – ney - Kareem Roustom – arranjo de violino, arranjos de cordas adicionais - Shakira – vocais, produção adicional, arranjo, produção vocal, arranjo de violino - Stargate – produção, arranjo, engenharia de gravação, programação - David Stearns – engenheiro assistente de gravação - John Weston – gravação de engenharia, edição digital (strings) - Visitante – programação |

## Versões e faixas
| - EUA e RU Digital EP 1. "Beautiful Liar" (featuring Shakira) – 3:21 2. "Beautiful Liar (Bello Embustero)" (versão em espanhol) - 3:22 3. "Beautiful Liar (versão em Spanglish)" (featuring Sasha Fierce a.k.a. Beyoncé) - 3:21 4. "Beautiful Liar (Instrumental)" - 3:19 - Nova Zelândia e RU Digital Download 1. "Beautiful Liar" (featuring Shakira) – 3:19 | - Austrália, Nova Zelândia e RU CD Single 1. "Beautiful Liar" (featuring Shakira) – 3:19 2. "Beautiful Liar (Edição Freemasons Remix)" (featuring Shakira) - 3:27 - Europa Maxi single 1. "Beautiful Liar" (featuring Shakira) – 3:19 2. "Beautiful Liar (Freemasons Remix Edit)" (featuring Shakira) - 3:27 3. "Irreplaceable (Maurice Joshua Remix Edit)" - 4:03 4. "Déjà Vu (Freemasons Radio Mix)" - 3:15 5. "Beautiful Liar" (Video) - 3:34 |

## Desempenho nas paradas
| Chart (2007)                                                                     | Maior posição |
| -------------------------------------------------------------------------------- | ------------- |
| O campo songid é OBRIGATÓRIO PARA PARADA ALEMÃ                                   | 1             |
| Austrália (ARIA)                                                                 | 5             |
| Áustria (Ö3 Austria Top 75)                                                      | 2             |
| Bélgica (Ultratop 50 de Flandres)                                                | 1             |
| Bélgica (Ultratop 50 da Valônia)                                                 | 4             |
| Canadá (Canadian Hot 100)                                                        | 2             |
| Dinamarca (Hitlisten)                                                            | 2             |
| Escócia (Scottish Singles Chart)                                                 | 1             |
| Eslováquia (Rádio Top 100)                                                       | 1             |
| Espanha (PROMUSICAE)                                                             | 1             |
| Estados Unidos (Billboard Hot 100)                                               | 3             |
| Estados Unidos (Billboard Dance Club Songs)                                      | 1             |
| Estados Unidos (Billboard Hot Latin Songs) Versão em espanhol: "Bello Embustero" | 10            |
| Estados Unidos (Billboard R&B/Hip-Hop Songs)                                     | 70            |
| EUA (Billboard Rhythmic Top 40)                                                  | 22            |
| EUA (Pop Songs)                                                                  | 17            |
| EUA (Pop 100)                                                                    | 3             |
| Europa (Billboard European Hot 100 Singles)                                      | 1             |
| Finlândia (Suomen virallinen lista)                                              | 1             |
| França (SNEP)                                                                    | 1             |
| França (SNEP)                                                                    | 1             |
| Hungria (Rádiós Top 40)                                                          | 1             |
| Hungria (Single Top 40)                                                          | 4             |
| Irlanda (IRMA)                                                                   | 1             |
| Itália (FIMI)                                                                    | 1             |
| Nova Zelândia (Recorded Music NZ)                                                | 1             |
| Noruega (VG-lista)                                                               | 1             |
| Países Baixos (Single Top 100)                                                   | 1             |
| RU (UK Singles Chart)                                                            | 1             |
| República Checa (Rádio Top 100)                                                  | 4             |
| Suécia (Sverigetopplistan)                                                       | 4             |
| Suíça (Schweizer Hitparade)                                                      | 1             |
| Venezuela (Record Report)                                                        | 15            |
| Venezuela Pop Rock (Record Report)                                               | 1             |

| Chart (2007)                                  | Maior posição |
| --------------------------------------------- | ------------- |
| Austrália (Australian Singles Chart)          | 51            |
| Austrália (Australian Urban Singles Chart)    | 9             |
| Áustria (Austrian Singles Chart)              | 29            |
| Bélgica (Belgian Singles Chart (Flanders))    | 18            |
| Bélgica (Belgian Singles Chart (Wallonia))    | 29            |
| Espanha (Spanish Singles Chart)               | 12            |
| Espanha (Spanish Ringtone Chart)              | 17            |
| EUA (Billboard Hot 100)                       | 62            |
| EUA (Digital Songs)                           | 58            |
| EUA (Pop 100)                                 | 53            |
| França (French Singles Chart)                 | 27            |
| França (French Airplay Chart)                 | 21            |
| Grécia (Greek Singles Chart)                  | 17            |
| Hungria (Hungarian Airplay Chart)             | 17            |
| Itália (Italian Singles Chart)                | 9             |
| Nova Zelândia (New Zealand Singles Chart)     | 37            |
| Países Baixos (Dutch Singles Chart (Top 100)) | 13            |
| Reino Unido (UK Singles Chart)                | 12            |
| Suécia (Swedish Singles Chart)                | 49            |
| Suíça (Swiss Singles Chart)                   | 11            |

| Chart                       | Posição |
| --------------------------- | ------- |
| Suíça (Schweizer Hitparade) | 622     |

## Vendas e certificações
| Região                                                                                             | Certificação | Vendas    |
| -------------------------------------------------------------------------------------------------- | ------------ | --------- |
| Alemanha (BVMI)                                                                                    | Ouro         | 150,000^  |
| Bélgica (BEA)                                                                                      | Ouro         | 25,000*   |
| Dinamarca (IFPI Dinamarca)                                                                         | 3× Platina   | 15,000^   |
| Espanha (PROMUSICAE)                                                                               | 3× Platina   | 120,000^  |
| Estados Unidos (RIAA)                                                                              | Platina      | 1,419,000 |
| Itália (FIMI)                                                                                      | Ouro         | 25,000*   |
| Nova Zelândia (RMNZ)                                                                               | Platina      | 7,500*    |
| Reino Unido (BPI)                                                                                  | Platina      | 447,000   |
| Ringtone                                                                                           |              |           |
| Espanha (PROMUSICAE)                                                                               | 3× Platina   | 60,000^   |
| Estados Unidos (RIAA)                                                                              | Ouro         | 500,000^  |
| *números de vendas baseados somente na certificação ^distribuições baseadas apenas na certificação |              |           |

## Histórico de lançamento
| Região        | Data                    | Formato(s)                        | Gravadora(s)         | Ref.   |
| ------------- | ----------------------- | --------------------------------- | -------------------- | ------ |
| EUA           | 12 de fevereiro de 2007 | Rádios de sucessos contemporâneos | Columbia Music World | [ 13 ] |
| EUA           | 12 de fevereiro de 2007 | Rádio rítmica                     | Columbia Music World | [ 12 ] |
| EUA           | 12 de fevereiro de 2007 | Rádios de sucessos contemporâneos | Columbia Music World | [ 14 ] |
| Nova Zelândia | 5 de março de 2007      | Download digital                  | Sony BMG             | [ 73 ] |
| Austrália     | 14 de março de 2007     | CD single                         | Sony BMG             | [ 15 ] |
| Nova Zelândia | 14 de março de 2007     | CD single                         | Sony BMG             | [ 74 ] |
| Reino Unido   | 14 de abril de 2007     | EP Digital                        | RCA                  | [ 19 ] |
| Reino Unido   | 14 de abril de 2007     | Download digital                  | RCA                  | [ 16 ] |
| Reino Unido   | 16 de abril de 2007     | CD single                         | RCA                  | [ 18 ] |
| Alemanha      | 20 de abril de 2007     | Maxi single                       | Sony BMG             | [ 20 ] |
| Reino Unido   | 20 de maio de 2007      | Digital EP                        | RCA                  | [ 21 ] |
| EUA           | 20 de maio de 2007      | Digital EP                        | Columbia Music World | [ 22 ] |